# The Life of Abraham Lincoln (film 1908)
The Life of Abraham Lincoln è un cortometraggio muto del 1908.

## Produzione
Il film fu prodotto dalla Essanay Film Manufacturing Company.

## Distribuzione
Il cortometraggio, della lunghezza di una bobina, uscì nelle sale cinematografiche USA il 7 ottobre 1908.